# Tiberius Claudius Cleobulus
Tiberius Claudius Cleobulus (fl. 180-196) est un homme politique de l'Empire romain.

## Vie
Il est prytane à Éphèse, Asie, en 180 et 196.
Il s'est marié avec Acilia, fille de Manius Acilius Glabrio Gnaeus Cornelius Severus. Ils ont eu pour fils Tiberius Claudius Cleobulus, marié avec sa cousine germaine Acilia Frestana, et pour fille Claudia Acilia, marié à Lucius Valerius Messalla Apollinaris. 